# 垄上行 (栏目)
荆州电视台《垄上行》是2008年12月10日荆州电视台成立垄上频道，成为全国第一个地市级的农村频道。2011年1月8号，垄上频道正式开播。由以前单一的《垄上行》栏目为农民服务变成了一个频道为农民服务，尽可能满足农民多方面的需求。

## 栏目简介
《垄上行》由30分钟录播扩版为60分钟日播。主要子栏目有解答观众问题的“王凯热线”、为农民维权的“垄上110”、 给农民送礼的“彭孟有礼”、 解读“三农”政策的“垄上消息树”、 服务农事的“燕子看农事”和家门口的农技会、给农民话语权的“垄上土记者”，还有到外地探寻三农工作经验的“走四方”等。

## 主要栏目

### 《垄上行》
- 《王凯热线》
- 《彭孟有礼》
- 《垄上消息树》
- 《走四方》
- 《燕子看农事》

- 《垄上110》

- 《致富加油站》

- 《垄上故事会》

- 《垄上气象站》

## 节目表

### 垄上频道每日播出
《有么子说么子》　首播：12：00  重播：06：00 22：00
《垄上故事会》　  首播：17：10  重播：05：30 23：10
《致富加油站》    首播：17：30  重播：08：00
《垄上行》        首播：17：10  重播：07：00
《垄上气象站》    首播：17：10  重播：07：00